# Monte Cavallo
Monte Cavallo là một đô thị ở tỉnh Macerata ở vùng Marche, có vị trí cách khoảng 80 km về phía tây nam của Ancona và khoảng 45 km về phía tây nam của Macerata.
Monte Cavallo giáp các đô thị: Pieve Torina, Serravalle di Chienti, Visso.